# إدوين باكر
ادوين باكر (بالهولندية: Edwin Bakker)‏ (3 سبتمبر 1964 أمستردام هولندا - ) هو لاعب كرة قدم هولندي  سابق كان متعاقدًا مع أياكس أمستردام و نادي غرونينغن و نادي هارلم. لعب كلاعب وسط.

## المسيرة
بدأ باكر في يناير 1983 في سن 17 في مباراة ضد نادي هارلم. 

## روابط خارجية
- إدوين باكر على موقع الاتحاد الدولي (مؤرشف)  (الإنجليزية)
- إدوين باكر على موقع قاعدة بيانات كرة القدم.إي يو (الإنجليزية)